# Brad Kroenig
Brad Kroening (Saint Louis, 23 aprile 1979) è un supermodello statunitense.

## Carriera
Brad Kroening rinuncia alla carriera di calciatore per il quale aveva ottenuto una borsa di studio presso la Florida International University di Miami ed agli studi per intraprendere la carriera di modello nel 1999. Dopo essersi trasferito a New York ottiene il suo primo incarico posando per il catalogo di Abercrombie & Fitch fotografato da Bruce Weber. Poco tempo dopo ottiene un contratto con la prestigiosa agenzia di moda, grazie al quale compare sulla copertina di Vogue Uomo, fotografato da Mario Testino.
In seguito Kroening ha lavorato per Karl Lagerfeld, Fendi, Roberto Cavalli, DKNY, Chanel, Adidas, D&G (fotografato da Mario Testino, insieme a Naomi Campbell e Amanda Moore), Dom Pérignon, GAP, H&M, Hermès, Perry Ellis, Tommy Hilfiger ed altri. È inoltre comparso su Allure (fotografato da Patrick Demarchelier), Numéro Homme, sulla copertina di V Man e nei cortometraggi Room Service, diretto da Johan Renck, e con Eva Herzigová e in The Silent Film sulla vita di Coco Chanel.
Nel 2011 è stato uno dei protagonisti dell'edizione annuale del Calendario Pirelli.

## Agenzie
- 2pm Model Management
- d'men
- Ford Models
- Kult
- Nevs
- NEXT Model Management
- Sight Management Studio
- Success Models